# Фуед Кадір
Фуед Кадір (фр. Foued Kadir, араб. فؤاد قادير, нар. 5 грудня 1983, Мартіг) — французький і алжирський футболіст, півзахисник клубу «Алькоркон» та національної збірної Алжиру.

## Клубна кар'єра
Народився 5 грудня 1983 року в місті Мартіг. Вихованець юнацьких команд футбольних клубів «Мартіг» та «Жиньяк».
У 18-річному віці провів кілька матчів у Національному чемпіонаті  (третя за силою ліга) за команду «Бокер», після чого рік грав за дубль «Труа».
У професіональному футболі дебютував 2004 року виступами за команду клубу «Канн», в якій провів три сезони, взявши участь у 79 матчах чемпіонату. Більшість часу, проведеного у складі «Канна», був основним гравцем команди.
Згодом з 2007 по 2012 рік грав у складі команд клубів «Ам'єн» та «Валансьєнн».
Своєю грою за останню команду привернув увагу представників тренерського штабу клубу «Марсель», до складу якого приєднався 2 січня 2013 року, уклавши з клубом контракт на 3,5 роки. Відіграв за команду з Марселя наступний сезон своєї ігрової кар'єри.
Своєю грою за останню команду привернув увагу представників тренерського штабу клубу «Марсель», до складу якого приєднався 2 січня 2013 року, уклавши з клубом контракт на 3,5 роки. Відіграв за команду з Марселя наступний сезон своєї ігрової кар'єри.
До складу клубу «Ренн» приєднався на умовах оренди в серпні 2013 року. Відігравши сезон за команду з Ренна, був відданий в оренду до клубу «Реал Бетіс», який тоді виступав у Сегунді. Після успішного сезону 2014/15, в ході якого клуб із Севільї вийшов до Ла-Ліги, іспанці викупили контракт Фуеда. Втім, у сезоні 2015/16 він провів лише 8 матчів у чемпіонаті, з одного боку, через судовий процес щодо звинувачень у сімейному насильстві, з іншого боку, через те, що він не входив до планів тренера Густаво Поєта, і в серпні 2016 клуб розірвав контракт із Фуедом.
Перейшовши в останні дні трансферного вікна до «Хетафе» з Сегунди, Фуед так і не заграв в основі, провівши від початку до кінця лише два матчі. Вже в січні 2017 він перейшов на правах вільного агента до «Алькоркона», де отримав більше ігрового часу.

## Виступи за збірну
2010 року дебютував в офіційних матчах у складі національної збірної Алжиру. Наразі провів у формі головної команди країни 23 матчі, забивши 2 голи.
У складі збірної був учасником чемпіонату світу 2010 року у ПАР, а також Кубка африканських націй 2013 року.